# Рајмонд Гуталс
Рајмонд Гуталс (фр. Raymond Goethals; Форест, 7. октобар 1921 — Брисел, 6. децембар 2004) био је белгијски фудбалски тренер.

## Биографија
Почео је да игра фудбал у раном детињству, као голман је бранио за низ бриселских тимова све до 1957. године, када је постао тренер. Водио је разне белгијске тимове, а 1966. године је предводио тим Синт-Тројдена до другог места у белгијском првенству, након чега је постао помоћни тренер репрезентације. Од 1968. до 1976. био је тренер репрезентације Белгије, а његов највећи успех је треће место на Европском првенству 1972. године.
Након што је напустио репрезентацију, Гуталс је постао тренер Андерлехта, који је стигао до финала 1977. године, а следеће године освојио Куп победника купова. Затим је водио Бордо (1979–1980), Сао Пауло Фудбалски Клуб (1980–1981) и Стандард Лијеж (1981–1984), који је постао шампион Белгије 1982. и 1983. године.
Године 1984, Рејмонд Гуталс је оптужен за намештање утакмица и био је приморан да напусти Стандард Лијеж. Потом је постао тренер Виторије Гимараеш на једну сезону. Вратио се у Белгију средином осамдесетих и успео је да уведе тим Расинг Џет де Брисел у Прву лигу. У сезони 1988/89, поново је био на челу Андерлехта, који је два пута освојио Белгијски куп, а следеће сезоне је тренирао Бордо, који је завршио на другом месту у француском првенству.
Од 1991. до 1993. године, био је тренер Олимпика из Марсеља. Дошао је до финала Купа европских шампиона 1991, али је поражен од Црвене звезде након бољег извођења једанаестераца. Са Олимпиком је ипак освојио Лигу шампиона 1993. године победом против Милана у финалу, поставши први француски тим који је постигао такав успех. Након кратког боравка у Андерлехту 1995. године, повукао се из фудбала.
Преминуо је 6. децембра 2004. године.

## Успеси
Андерлехт
- Куп Белгије: 1975/76, 1987/88, 1988/89.
- Куп победника купова: 1977/78.
- Суперкуп Европе: 1976, 1978.

Стандард Лијеж
- Прва лига Белгије: 1981/82, 1982/83.
- Куп Белгије: 1980/81.
- Суперкуп Белгије: 1981, 1983.

Олимпик Марсељ
- Првенство Француске: 1990/91, 1991/92, 1992/93.
- УЕФА Лига шампиона: 1992/93.